# Товарный кредит
Товарный кредит — кредит, по которому обязанность одной стороны предоставить другой стороне вещи, определённые родовыми признаками.

## Определение
Согласно ст. 822 ГК РФ товарный кредит — договор, по которому обязанность одной стороны предоставить другой стороне вещи, определённые родовыми признаками (договор товарного кредита). Условия о количестве, об ассортименте, о комплектности, о качестве, о таре и (или) об упаковке предоставляемых вещей должны исполняться в соответствии с правилами о договоре купли-продажи товаров (ст. 465 — 485 ГК РФ), если иное не предусмотрено договором товарного кредита.

## Товарный кредит vs заём
При товарном кредите моментом заключения договора является момент подписания договора (факт передачи товаров не влияет на момент заключения договора), а при договоре займа это момент передачи денежных средств или других вещей, являющихся предметом этого договора (договор займа не будет считаться заключённым до момента фактической передачи денежных средств или вещей заёмщику).
При товарном кредите после его заключения обе стороны имеют, как права, так и обязанности, а при займе заимодавец после заключения договора имеет только право требования возвратить заём, а у заёмщика есть только обязанность по его возврату.
При товарном кредите договор может быть безвозмездным только в том случае, если на это прямо указано в договоре, а при договоре займа передаются вещи (товары), при этом
договор займа может быть возмездным только в том случае, если это специально оговорено.

## Товарный кредит vs коммерческий кредит
Коммерческий кредит является условием какого-либо договора (купли-продажи, оказания услуг и другого), товарный кредит — самостоятельная форма договора. 
При коммерческом кредите цена товара, сроки его оплаты, размер платежей являются существенными условиями договора, а при товарном кредите — цена товара, сроки его оплаты и размер платежей не являются существенными условиями договора. Указание цены носит рекомендательный характер.